# Список астероїдів (86201—86300)
| Назва                      | Тимчасове позначення | Дата відкриття    | Місце відкриття             | Відкривач                   |
| -------------------------- | -------------------- | ----------------- | --------------------------- | --------------------------- |
| (86201) 1999 TD1           | 1999 TD1             | 1 жовтня 1999     | Вішнянська обсерваторія     | Корадо Корлевіч             |
| (86202) 1999 TT1           | 1999 TT1             | 1 жовтня 1999     | Вішнянська обсерваторія     | Корадо Корлевіч             |
| (86203) 1999 TA2           | 1999 TA2             | 2 жовтня 1999     | Обсерваторія Фаунтін-Гіллс  | Чарльз Джулз                |
| (86204) 1999 TQ2           | 1999 TQ2             | 2 жовтня 1999     | Обсерваторія Фаунтін-Гіллс  | Чарльз Джулз                |
| (86205) 1999 TC3           | 1999 TC3             | 4 жовтня 1999     | Прескоттська обсерваторія   | Пол Комба                   |
| (86206) 1999 TK9           | 1999 TK9             | 7 жовтня 1999     | Вішнянська обсерваторія     | Корадо Корлевіч, Маріо Юріч |
| (86207) 1999 TP15          | 1999 TP15            | 7 жовтня 1999     | Вішнянська обсерваторія     | Корадо Корлевіч, Маріо Юріч |
| (86208) 1999 TD16          | 1999 TD16            | 11 жовтня 1999    | Обсерваторія Чрні Врх       | Обсерваторія Чрні Врх       |
| (86209) 1999 TZ16          | 1999 TZ16            | 7 жовтня 1999     | Обсрваторія Мюнхен-Ґайзінґ  | Паоло Сала                  |
| (86210) 1999 TT20          | 1999 TT20            | 7 жовтня 1999     | Обсерваторія Ґудрайк-Піґотт | Рой Такер                   |
| (86211) 1999 TW20          | 1999 TW20            | 7 жовтня 1999     | Обсерваторія Ґудрайк-Піґотт | Рой Такер                   |
| (86212) 1999 TG21          | 1999 TG21            | 3 жовтня 1999     | Сокорро (Нью-Мексико)       | LINEAR                      |
| (86213) 1999 TY24          | 1999 TY24            | 2 жовтня 1999     | Сокорро (Нью-Мексико)       | LINEAR                      |
| (86214) 1999 TC29          | 1999 TC29            | 4 жовтня 1999     | Сокорро (Нью-Мексико)       | LINEAR                      |
| (86215) 1999 TY31          | 1999 TY31            | 4 жовтня 1999     | Сокорро (Нью-Мексико)       | LINEAR                      |
| (86216) 1999 TV32          | 1999 TV32            | 4 жовтня 1999     | Сокорро (Нью-Мексико)       | LINEAR                      |
| (86217) 1999 TB35          | 1999 TB35            | 3 жовтня 1999     | Сокорро (Нью-Мексико)       | LINEAR                      |
| (86218) 1999 TH37          | 1999 TH37            | 13 жовтня 1999    | Станція Андерсон-Меса       | LONEOS                      |
| (86219) 1999 TR37          | 1999 TR37            | 1 жовтня 1999     | Каталінський огляд          | Каталінський огляд          |
| (86220) 1999 TX60          | 1999 TX60            | 7 жовтня 1999     | Обсерваторія Кітт-Пік       | Spacewatch                  |
| (86221) 1999 TY65          | 1999 TY65            | 8 жовтня 1999     | Обсерваторія Кітт-Пік       | Spacewatch                  |
| (86222) 1999 TJ85          | 1999 TJ85            | 14 жовтня 1999    | Обсерваторія Кітт-Пік       | Spacewatch                  |
| (86223) 1999 TE96          | 1999 TE96            | 2 жовтня 1999     | Сокорро (Нью-Мексико)       | LINEAR                      |
| (86224) 1999 TJ97          | 1999 TJ97            | 2 жовтня 1999     | Сокорро (Нью-Мексико)       | LINEAR                      |
| (86225) 1999 TV97          | 1999 TV97            | 2 жовтня 1999     | Сокорро (Нью-Мексико)       | LINEAR                      |
| (86226) 1999 TC102         | 1999 TC102           | 2 жовтня 1999     | Сокорро (Нью-Мексико)       | LINEAR                      |
| (86227) 1999 TM102         | 1999 TM102           | 2 жовтня 1999     | Сокорро (Нью-Мексико)       | LINEAR                      |
| (86228) 1999 TW107         | 1999 TW107           | 4 жовтня 1999     | Сокорро (Нью-Мексико)       | LINEAR                      |
| (86229) 1999 TZ107         | 1999 TZ107           | 4 жовтня 1999     | Сокорро (Нью-Мексико)       | LINEAR                      |
| (86230) 1999 TH108         | 1999 TH108           | 4 жовтня 1999     | Сокорро (Нью-Мексико)       | LINEAR                      |
| (86231) 1999 TU109         | 1999 TU109           | 4 жовтня 1999     | Сокорро (Нью-Мексико)       | LINEAR                      |
| (86232) 1999 TG111         | 1999 TG111           | 4 жовтня 1999     | Сокорро (Нью-Мексико)       | LINEAR                      |
| (86233) 1999 TT111         | 1999 TT111           | 4 жовтня 1999     | Сокорро (Нью-Мексико)       | LINEAR                      |
| (86234) 1999 TY111         | 1999 TY111           | 4 жовтня 1999     | Сокорро (Нью-Мексико)       | LINEAR                      |
| (86235) 1999 TW114         | 1999 TW114           | 4 жовтня 1999     | Сокорро (Нью-Мексико)       | LINEAR                      |
| (86236) 1999 TJ115         | 1999 TJ115           | 4 жовтня 1999     | Сокорро (Нью-Мексико)       | LINEAR                      |
| (86237) 1999 TQ116         | 1999 TQ116           | 4 жовтня 1999     | Сокорро (Нью-Мексико)       | LINEAR                      |
| (86238) 1999 TJ118         | 1999 TJ118           | 4 жовтня 1999     | Сокорро (Нью-Мексико)       | LINEAR                      |
| (86239) 1999 TV118         | 1999 TV118           | 4 жовтня 1999     | Сокорро (Нью-Мексико)       | LINEAR                      |
| (86240) 1999 TU119         | 1999 TU119           | 4 жовтня 1999     | Сокорро (Нью-Мексико)       | LINEAR                      |
| (86241) 1999 TE120         | 1999 TE120           | 4 жовтня 1999     | Сокорро (Нью-Мексико)       | LINEAR                      |
| (86242) 1999 TT127         | 1999 TT127           | 4 жовтня 1999     | Сокорро (Нью-Мексико)       | LINEAR                      |
| (86243) 1999 TW130         | 1999 TW130           | 6 жовтня 1999     | Сокорро (Нью-Мексико)       | LINEAR                      |
| (86244) 1999 TA132         | 1999 TA132           | 6 жовтня 1999     | Сокорро (Нью-Мексико)       | LINEAR                      |
| (86245) 1999 TN143         | 1999 TN143           | 7 жовтня 1999     | Сокорро (Нью-Мексико)       | LINEAR                      |
| (86246) 1999 TO143         | 1999 TO143           | 7 жовтня 1999     | Сокорро (Нью-Мексико)       | LINEAR                      |
| (86247) 1999 TP145         | 1999 TP145           | 7 жовтня 1999     | Сокорро (Нью-Мексико)       | LINEAR                      |
| (86248) 1999 TT154         | 1999 TT154           | 7 жовтня 1999     | Сокорро (Нью-Мексико)       | LINEAR                      |
| (86249) 1999 TU160         | 1999 TU160           | 9 жовтня 1999     | Сокорро (Нью-Мексико)       | LINEAR                      |
| (86250) 1999 TV172         | 1999 TV172           | 10 жовтня 1999    | Сокорро (Нью-Мексико)       | LINEAR                      |
| (86251) 1999 TE183         | 1999 TE183           | 11 жовтня 1999    | Сокорро (Нью-Мексико)       | LINEAR                      |
| (86252) 1999 TG186         | 1999 TG186           | 12 жовтня 1999    | Сокорро (Нью-Мексико)       | LINEAR                      |
| (86253) 1999 TT188         | 1999 TT188           | 12 жовтня 1999    | Сокорро (Нью-Мексико)       | LINEAR                      |
| (86254) 1999 TV188         | 1999 TV188           | 12 жовтня 1999    | Сокорро (Нью-Мексико)       | LINEAR                      |
| (86255) 1999 TC189         | 1999 TC189           | 12 жовтня 1999    | Сокорро (Нью-Мексико)       | LINEAR                      |
| (86256) 1999 TQ190         | 1999 TQ190           | 12 жовтня 1999    | Сокорро (Нью-Мексико)       | LINEAR                      |
| (86257) 1999 TK207         | 1999 TK207           | 14 жовтня 1999    | Сокорро (Нью-Мексико)       | LINEAR                      |
| (86258) 1999 TK208         | 1999 TK208           | 14 жовтня 1999    | Сокорро (Нью-Мексико)       | LINEAR                      |
| (86259) 1999 TC229         | 1999 TC229           | 4 жовтня 1999     | Сокорро (Нью-Мексико)       | LINEAR                      |
| (86260) 1999 TT232         | 1999 TT232           | 5 жовтня 1999     | Каталінський огляд          | Каталінський огляд          |
| (86261) 1999 TS233         | 1999 TS233           | 3 жовтня 1999     | Сокорро (Нью-Мексико)       | LINEAR                      |
| (86262) 1999 TE237         | 1999 TE237           | 3 жовтня 1999     | Каталінський огляд          | Каталінський огляд          |
| (86263) 1999 TP244         | 1999 TP244           | 12 жовтня 1999    | Сокорро (Нью-Мексико)       | LINEAR                      |
| (86264) 1999 TK249         | 1999 TK249           | 9 жовтня 1999     | Каталінський огляд          | Каталінський огляд          |
| (86265) 1999 TT249         | 1999 TT249           | 9 жовтня 1999     | Каталінський огляд          | Каталінський огляд          |
| (86266) 1999 TX255         | 1999 TX255           | 9 жовтня 1999     | Обсерваторія Кітт-Пік       | Spacewatch                  |
| (86267) 1999 TM256         | 1999 TM256           | 9 жовтня 1999     | Сокорро (Нью-Мексико)       | LINEAR                      |
| (86268) 1999 TK269         | 1999 TK269           | 3 жовтня 1999     | Сокорро (Нью-Мексико)       | LINEAR                      |
| (86269) 1999 TC272         | 1999 TC272           | 3 жовтня 1999     | Сокорро (Нью-Мексико)       | LINEAR                      |
| (86270) 1999 TZ279         | 1999 TZ279           | 7 жовтня 1999     | Сокорро (Нью-Мексико)       | LINEAR                      |
| (86271) 1999 TR280         | 1999 TR280           | 8 жовтня 1999     | Сокорро (Нью-Мексико)       | LINEAR                      |
| (86272) 1999 TD286         | 1999 TD286           | 10 жовтня 1999    | Сокорро (Нью-Мексико)       | LINEAR                      |
| (86273) 1999 TX292         | 1999 TX292           | 12 жовтня 1999    | Сокорро (Нью-Мексико)       | LINEAR                      |
| (86274) 1999 TK310         | 1999 TK310           | 3 жовтня 1999     | Станція Андерсон-Меса       | LONEOS                      |
| (86275) 1999 TA320         | 1999 TA320           | 10 жовтня 1999    | Сокорро (Нью-Мексико)       | LINEAR                      |
| (86276) 1999 TA323         | 1999 TA323           | 3 жовтня 1999     | Каталінський огляд          | Каталінський огляд          |
| (86277) 1999 TS323         | 1999 TS323           | 14 жовтня 1999    | Сокорро (Нью-Мексико)       | LINEAR                      |
| (86278) 1999 UN            | 1999 UN              | 16 жовтня 1999    | Вішнянська обсерваторія     | Корадо Корлевіч             |
| 86279 Брюсгері (Brucegary) | 1999 UJ1             | 17 жовтня 1999    | Обсерваторія Джанк-Бонд     | Джефрі Медкеф               |
| (86280) 1999 UQ9           | 1999 UQ9             | 31 жовтня 1999    | Сокорро (Нью-Мексико)       | LINEAR                      |
| (86281) 1999 UZ10          | 1999 UZ10            | 31 жовтня 1999    | Сокорро (Нью-Мексико)       | LINEAR                      |
| (86282) 1999 UU15          | 1999 UU15            | 29 жовтня 1999    | Каталінський огляд          | Каталінський огляд          |
| (86283) 1999 UP24          | 1999 UP24            | 28 жовтня 1999    | Каталінський огляд          | Каталінський огляд          |
| (86284) 1999 UA28          | 1999 UA28            | 30 жовтня 1999    | Обсерваторія Кітт-Пік       | Spacewatch                  |
| (86285) 1999 UR39          | 1999 UR39            | 31 жовтня 1999    | Обсерваторія Кітт-Пік       | Spacewatch                  |
| (86286) 1999 UQ43          | 1999 UQ43            | 28 жовтня 1999    | Каталінський огляд          | Каталінський огляд          |
| (86287) 1999 UX44          | 1999 UX44            | 30 жовтня 1999    | Станція Андерсон-Меса       | LONEOS                      |
| (86288) 1999 UC45          | 1999 UC45            | 31 жовтня 1999    | Каталінський огляд          | Каталінський огляд          |
| (86289) 1999 US46          | 1999 US46            | 31 жовтня 1999    | Станція Андерсон-Меса       | LONEOS                      |
| (86290) 1999 UH47          | 1999 UH47            | 29 жовтня 1999    | Каталінський огляд          | Каталінський огляд          |
| (86291) 1999 UZ49          | 1999 UZ49            | 30 жовтня 1999    | Каталінський огляд          | Каталінський огляд          |
| (86292) 1999 VY11          | 1999 VY11            | 10 листопада 1999 | Обсерваторія Фаунтін-Гіллс  | Чарльз Джулз                |
| (86293) 1999 VX12          | 1999 VX12            | 1 листопада 1999  | Сокорро (Нью-Мексико)       | LINEAR                      |
| (86294) 1999 VM13          | 1999 VM13            | 2 листопада 1999  | Сокорро (Нью-Мексико)       | LINEAR                      |
| (86295) 1999 VZ14          | 1999 VZ14            | 2 листопада 1999  | Обсерваторія Кітт-Пік       | Spacewatch                  |
| (86296) 1999 VA21          | 1999 VA21            | 9 листопада 1999  | Обсерваторія Дінік          | Ацуші Суґіе                 |
| (86297) 1999 VP21          | 1999 VP21            | 12 листопада 1999 | Вішнянська обсерваторія     | Корадо Корлевіч             |
| (86298) 1999 VO22          | 1999 VO22            | 13 листопада 1999 | Обсерваторія Фаунтін-Гіллс  | Чарльз Джулз                |
| (86299) 1999 VB26          | 1999 VB26            | 3 листопада 1999  | Сокорро (Нью-Мексико)       | LINEAR                      |
| (86300) 1999 VU33          | 1999 VU33            | 3 листопада 1999  | Сокорро (Нью-Мексико)       | LINEAR                      |